# Ocyceros

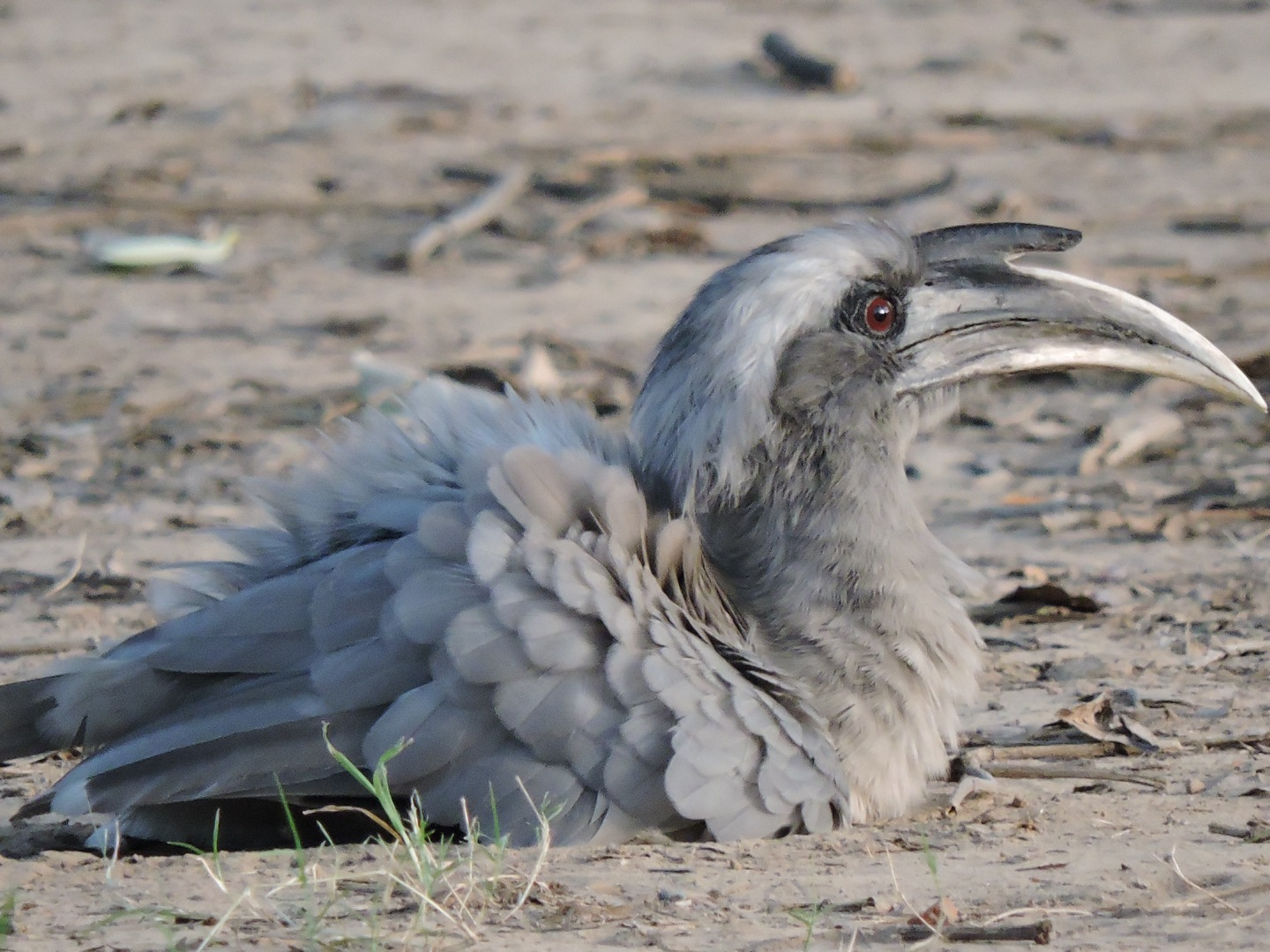
Indienhornvogel

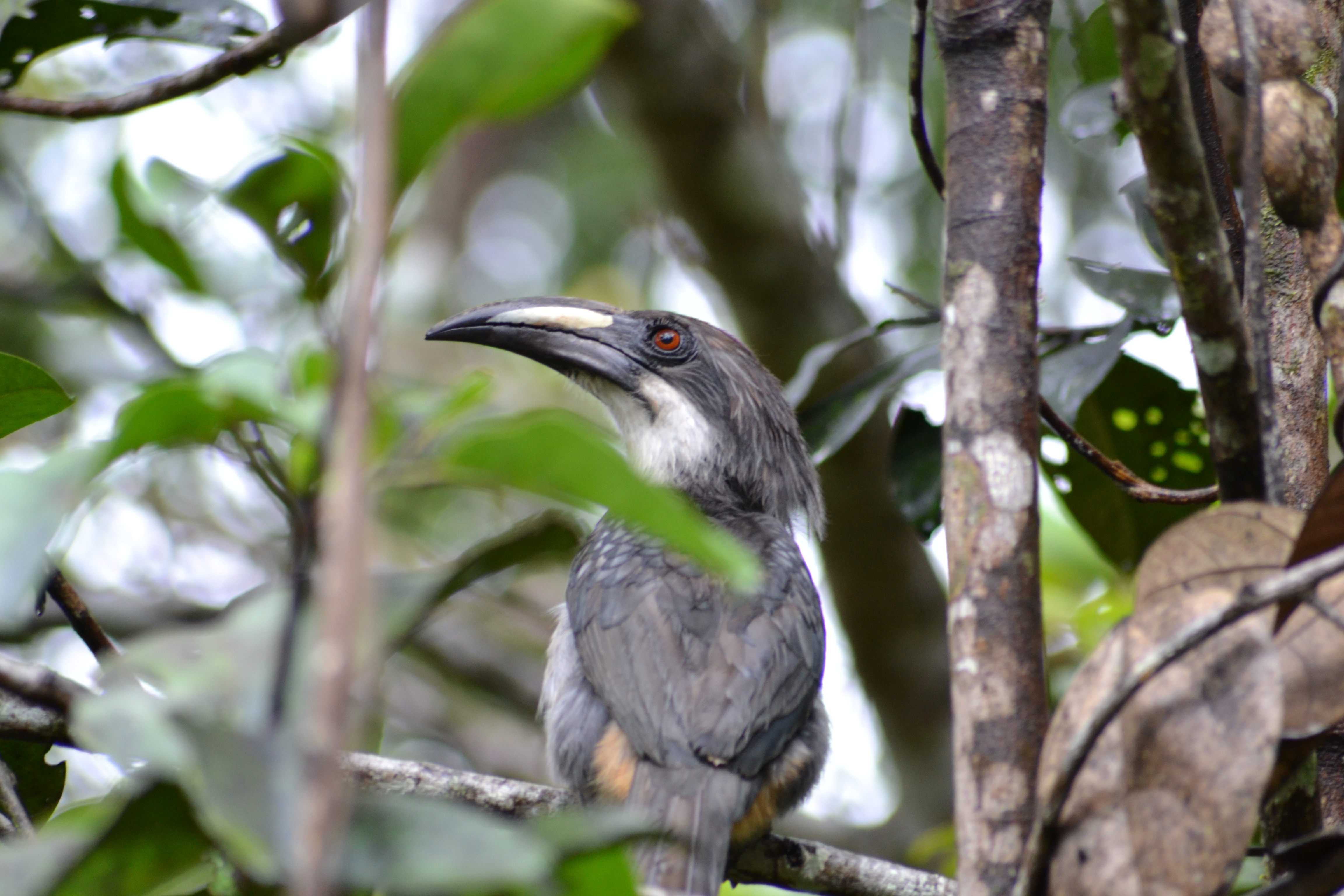
Ceylon-Grautoko

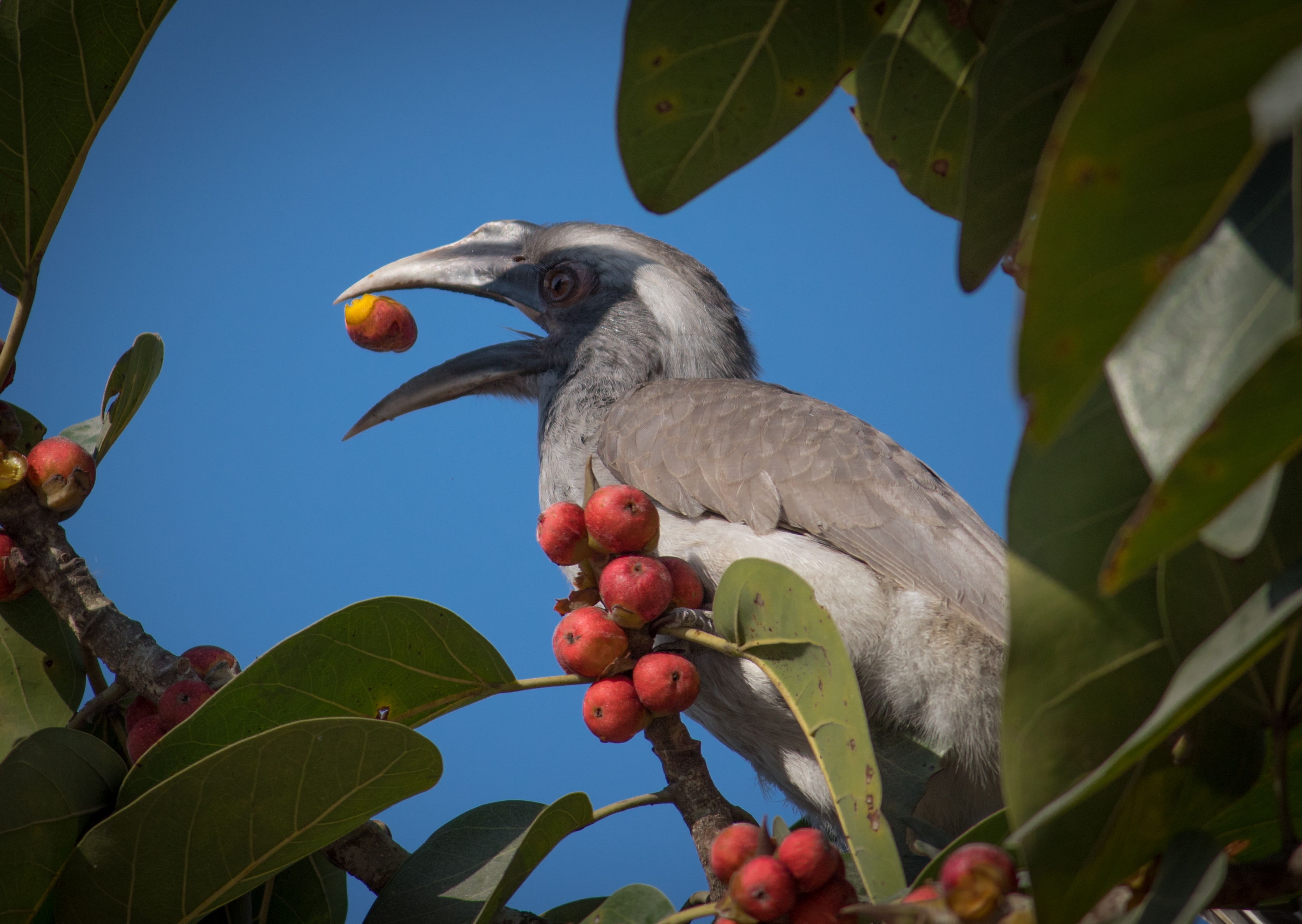
Indienhornvogel beim Fressen

Ocyceros ist eine Gattung der Nashornvögel (Bucerotidae), deren Vertreter in Südostasien beheimatet sind. Ein deutscher Name ist nicht etabliert. Sie werden jedoch manchmal als Asiatische Tokos bezeichnet. Sie wurden ursprünglich in die Gattung der Tokos gestellt, eine in Afrika und dem Nahen Osten beheimatete Gattung der Nashornvögel. Sie unterscheiden sich jedoch durch mehrere Merkmale von dieser Gattung, so dass sie mittlerweile durchgehend in eine eigenständige Gattung gestellt werden.
Wie alle Nashornvögel sind auch die Arten, die zur Gattung Ocyceros gehören, Höhlenbrüter. Das Weibchen verbringt mehrere Wochen in einer Baumhöhle, deren Zugang bis auf einen schmalen Spalt zugemauert ist. Durch diesen schmalen Spalt füttert das Männchen sie und später auch die Jungvögel.
Drei Arten werden der Gattung zugerechnet, die alle von der IUCN als ungefährdet (least concern) eingestuft werden.

## Merkmale
Bei den drei Arten handelt es sich durchgehend um kleine Nashornvögel. Sie unterscheiden sich von den sehr viel artenreicheren Tokos durch ein Fehlen eines revierverteidigenden Verhaltens. Die Männchen bringen außerdem das Futter im Schlund zur Bruthöhlen und wirken es dort hervor, um es an das Weibchen zu übergeben. Ocyceros weisen außerdem einen anderen Befall von Parasitenarten auf, als dies für Tockos typisch ist.
Die ungewöhnlichste Art innerhalb der Gattung ist der Indienhornvogel. Er hat einen ungewöhnlich spitz auslaufenden Schnabelfirst, der in der Mitte des Schnabels endet. Das mittlere Federpaar der Schwanzfedern ist auffällig verlängert und die kurzen Flügeln geben seinem Flug etwas Papageienartiges. Die beiden anderen Arten haben nur geringfügig ausgebildete Schnabelfirste.

## Verbreitung
Das größte Verbreitungsgebiet unter den drei Arten hat der Indienhornvogel. Sein Verbreitungsgebiet reicht vom Punjab im Nordosten Pakistans, dem südlichen Nepal und dem nordwestlichen Bangladesch südwärts über große Teile Indiens. Nur im Südwesten und an der Ostküste fehlt die Art. Sie ist nicht bedroht, weit verbreitet und in einer Reihe von Lebensräumen recht häufig. Sie zeigt sich als recht anpassungsfähig und ist auch in der Kulturlandschaft anzutreffen.
Das Verbreitungsgebiet der beiden anderen Arten ist deutlich kleiner. Der Ceylon-Grautoko kommt nur auf Sri Lanka vor. Der Malabar-Grautoko kommt in den Westghats vor. Die Westghats sind ein Gebirge im Westen Indiens, das am Rande des Dekkan-Plateaus verläuft und dieses von dem schmalen Streifen der Küstenebene und dem Arabischen Meer trennt. Der Gebirgszug nimmt seinen Ausgang südlich des Flusses Tapti an der Grenze der indischen Bundesstaaten Gujarat und Maharashtra und verläuft auf einer Länge von etwa 1600 km durch die Bundesstaaten Maharashtra, Goa, Karnataka, Kerala und Tamil Nadu fast bis zur Spitze des indischen Subkontinents.

## Nahrung
Die Arten der Gattung Ocyceros sind wie alle Nashornvogelarten omnivor. Sie decken allerdings den größten Teil ihres Nahrungsbedarfes mit Früchten ab. Wilde Feigen spielen in ihrer Ernährung eine besondere Rolle. In der Regel greifen sie diese Früchte mit ihren langen Schnäbeln direkt in den Baumkronen von den Ästen. Daneben nehmen sie tierisches Protein in Form von Insekten und kleinen Wirbeltieren zu sich.

## Arten
Die folgenden drei Arten werden zur Gattung gerechnet:
- Ceylon-Grautoko (Ocyceros gingalensis)
- Indienhornvogel (Ocyceros birostris)
- Malabar-Grautoko (Ocyceros griseus)

## Einzelbelege
1. ↑   Ocyceros birostris in der Roten Liste gefährdeter Arten der IUCN 2012. Eingestellt von: BirdLife International, 2012. Abgerufen am 21. Dezember 2014.
2. ↑  Ocyceros gingalensis in der Roten Liste gefährdeter Arten der IUCN 2016.1. Eingestellt von: BirdLife International, 2016. Abgerufen am 25. Dezember 2016.
3. ↑  Ocyceros griseus in der Roten Liste gefährdeter Arten der IUCN 2016.1. Eingestellt von: BirdLife International, 2016. Abgerufen am 23. Dezember 2016.
4. 1 2  Kemp: The Hornbills - Bucerotiformes. S. 152.